# Cassique à queue frangée
Cacicus latirostris
Espèce
Statut de conservation UICN

 LC  : Préoccupation mineure
Le Cassique à queue frangée (Cacicus latirostris, anciennement Ocyalus latirostris) est une espèce d'oiseaux d'Amérique du Sud de la famille des ictéridés.

## Taxonomie
À la suite de la publication de l'étude phylogénique de Powell et al. (2014), le Congrès ornithologique international (classification version 4.3, 2014) bouleverse la classification de la famille des Icteridae pour suivre ses conclusions. Cette espèce est transférée du genre monotypique Ocyalus Waterhouse, 1841 vers le genre Cacicus.

## Distribution

Carte de répartition du Cassique à queue frangée.

Le Cassique à queue frangée se retrouve dans l’extrême ouest du Brésil, dans l’extrême sud de la Colombie et dans le nord-est du Pérou.  Quelques observations ont été faites dans l’est de l’Équateur.

## Habitat
En Amazonie, le Cassique à queue frangée habite surtout les forêts inondées, les Varzeas et les îles des cours d’eau.  Au Pérou, une colonie a été trouvée sur la terra firme éloignée de tout cours d’eau.

## Nidification
Le Cassique à queue frangée niche en colonie souvent en compagnie du Cassique casqué.